# Турлашов, Лаззат Махатович
Лаззат Махатович Турлашов (каз. Ләззат Махатұлы Тұрлашов; род. 10 апреля 1960, Жамбылский район, Алма-Атинская область, СССР) — казахстанский политический и общественный деятель. Первый заместитель акима Алматинской области (с апреля 2016 года).

## Биография
Родился 10 апреля 1960 года в Жамбылском районе Алматинской области.
Трудовую деятельность начал в 1977 году рабочим стройучастка в совхозе Жетысу.
В 1984 году окончил Алма-Атинский институт инженеров железнодорожного транспорта по специальности «инженер-строитель».
В 2018 году окончил Жетысуский государственный университет им. И. Жансугурова по специальности «юриспруденция».
С 1986 по 1988 годы — методист по спорту, бригадир, мастер, старший прораб стройучастка совхоза.
С 1988 по 1990 годы — прораб Каскеленского межрайонного промышленного объединения, начальник участка кооператива «Тургай».
С 1990 по 1995 годы — прораб Чемолганского АТО «Сельхозхимия».
С 1995 по 1997 годы — начальник ТЭО, начальник хоз.строительного участка АО «Алматыагрохим».
С 1997 по 1998 годы — аким Горносадоводческого сельского округа.
С 1998 по 2006 годы — аким Гульдалинского сельского округа.
С 2006 по 2007 годы — заместитель акима Карасайского района.
С 2007 по 2009 годы — аким Жамбылского района Алматинской области.
С 2009 по 2011 годы — аким Карасайского района Алматинской области.
С 2011 по 2016 годы — депутат Сената Парламента Республики Казахстан от Алматинской области, член Комитета по финансам и бюджету.
С апреля 2016 года по н.в — первый заместитель акима Алматинской области.

## Награды
- 2001 — Медаль «10 лет независимости Республики Казахстан»
- 2005 — Медаль «10 лет Конституции Республики Казахстан»
- 2008 — Медаль «10 лет Астане»
- 2011 — Медаль «20 лет независимости Республики Казахстан»
- 2012 — Орден Курмет[4]
- 2015 — Медаль «20 лет Конституции Республики Казахстан»
- 2015 (16 апреля) — Медаль «За укрепление парламентского сотрудничества» (Межпарламентская ассамблея СНГ) — за особый вклад в развитие парламентаризма, укрепление демократии, обеспечение прав и свобод граждан в государствах — участниках Содружества Независимых Государств[5]
- 2018 (5 декабря) — Орден «Парасат»»
- 2021 - Медаль "30 лет независимости Республики Казахстан"
- 2022 (18 марта) — Орден «Барыс»» 3 степени;[6]